# CD Federal
El CD Federal fue un equipo de fútbol de Honduras que jugó en la Liga Nacional de Fútbol de Honduras, la primera división nacional.

## Historia
Fue fundado el 14 de agosto de 1935 en la capital Tegucigalpa en la casa de Idilia Rubio en la colonia La Hoya. Tuvo su mayor notoriedad entre los años 1940 y años 1950 al ser reconocido como uno de los tres equipos grandes de la capital de Honduras, donde el clásico de la capital era Federal vs Motagua.
Entre sus principales logros estuvo el ser campeón de la Liga Amateur de Honduras en la temporada de 1954–55. El club jugó 171 partidos en la Liga Nacional de Fútbol de Honduras, de los cuales ganó 30, empató 64 y perdió 77, anotó 154 goles y recibió 240.
El club desapareció el 19 de mayo de 2018 aunque se mantiene como equipo de categorías formativas.

## Palmarés
- Segunda División (2): 1973, 1998–99
- Liga Amateur de Honduras (1): 1953
- Liga Mayor Francisco Morazán (3): 1952, 1953, 1962